# Rudolf Polanecký
Rudolf Polanecký (17. října 1892 Blahotice – 27. srpna 1922 Letiště Praha-Kbely) byl český letec, vojenský, zalétávací a akrobatický pilot, průkopník českého letectví. Roku 1919 se stal prvním zkušebním pilotem letounu Bohemia B-5, prvním letadlem vyrobeným v samostatném Československu, na jehož konstrukci se sám podílel. Tragicky zahynul při letecké havárii během pilotní akrobacie na pražském letišti ve Kbelích.

## Život

### Mládí
Narodil se v Blahoticích u Slaného (později součást města), vyučil se klempířem. Od mládí projevoval hluboký zájem o letectví. Roku 1913 se spolu s Jaroslavem Samkem a Viktorem Brunem založil aviatický klub Sdružení adeptů aviatiky Bohemia Aero Atelier, který pracoval na konstrukci vlastního letounu s názvem Bohemia. Polanecký také v rámci aktivit klubu pilotoval svůj první letoun značky Wright, který spolek vlastnil, na letišti Bory na okraji Plzně. Roku 1914 se přidal k Českému aviatickému klubu, založenému mj. konstruktéry Miroslavem Hajnem, Pavlem Benešem či Antonínem Husníkem v pražské Malostranské besedě v říjnu předešlého roku.
Po vypuknutí první světové války narukoval Rudolf Polanecký do řad rakouské armády. Roku 1916 absolvoval pilotní výcvik (pilotní licence č. 323), následně jako letecký instruktor školil armádní piloty na základně v Krakově. Sloužil rovněž u průzkumné jednotky rakousko-uherského letectva na italské frontě. Po vyhlášení samostatného Československa 28. října 1918 se Polanecký připojil k nově založenému Leteckému sboru, jednotky letectva vznikající Československé armády, a to příletem na letounu Hansa-Brandenburg B.I 2. listopadu 1918 do vlasti.

### Československo

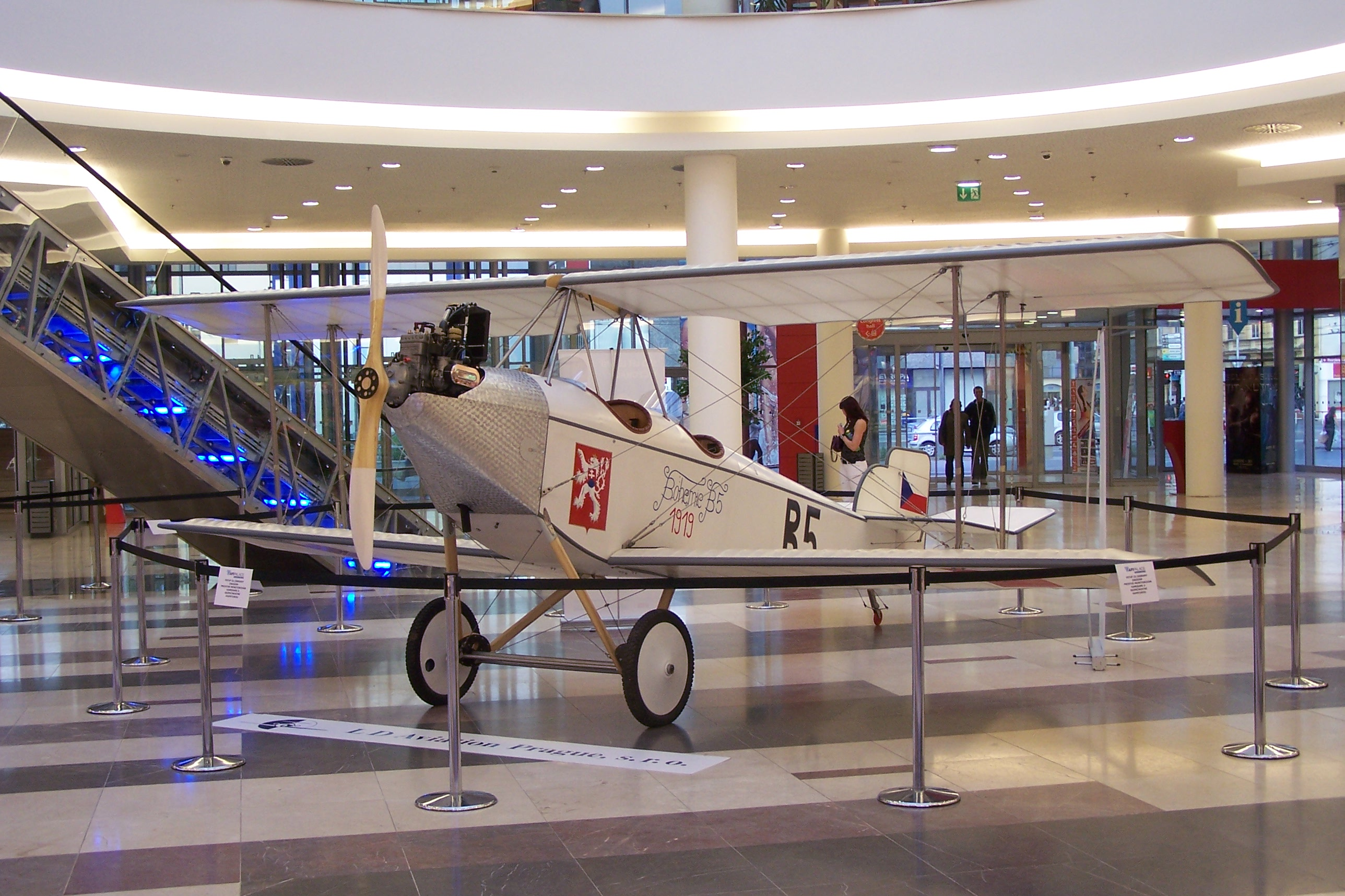
Původní letoun Bohemia B-5 z roku 1919

Záhy z armády odešel a spolupodílel se na obnovení Bohemia Aero Atelieru pod názvem Bohemia. Spolek usídlený v Plzni v listopadu a prosinci 1918 pod vedením šéfkonstruktéra Oldřicha Hallera realizoval stavbu letounu Bohemia B-5, který se po svém dokončení stal prvním letadlem vyrobeným po vzniku ČSR. První let stroje proběhl 27. dubna 1919 na letišti Bory, stroj poprvé zalétával právě Polanecký. 1. května se pak provedl první veřejný let stoje.
17. května 1919 stroj letem nad Plzní vítal presidenta T. G. Masaryka, při návratu na letiště však havaroval. Polanecký havárii přežil, pilotní žák Josef Klíbr při nehodě zahynul. Sdružení Bohemia stroj během šesti týdnů opravilo. Po opravě stroj sloužil až do 10. srpna 1919 na letišti Bory a poté byl přelétnut na letiště Kbely, odkud létal do konce své kariéry. 

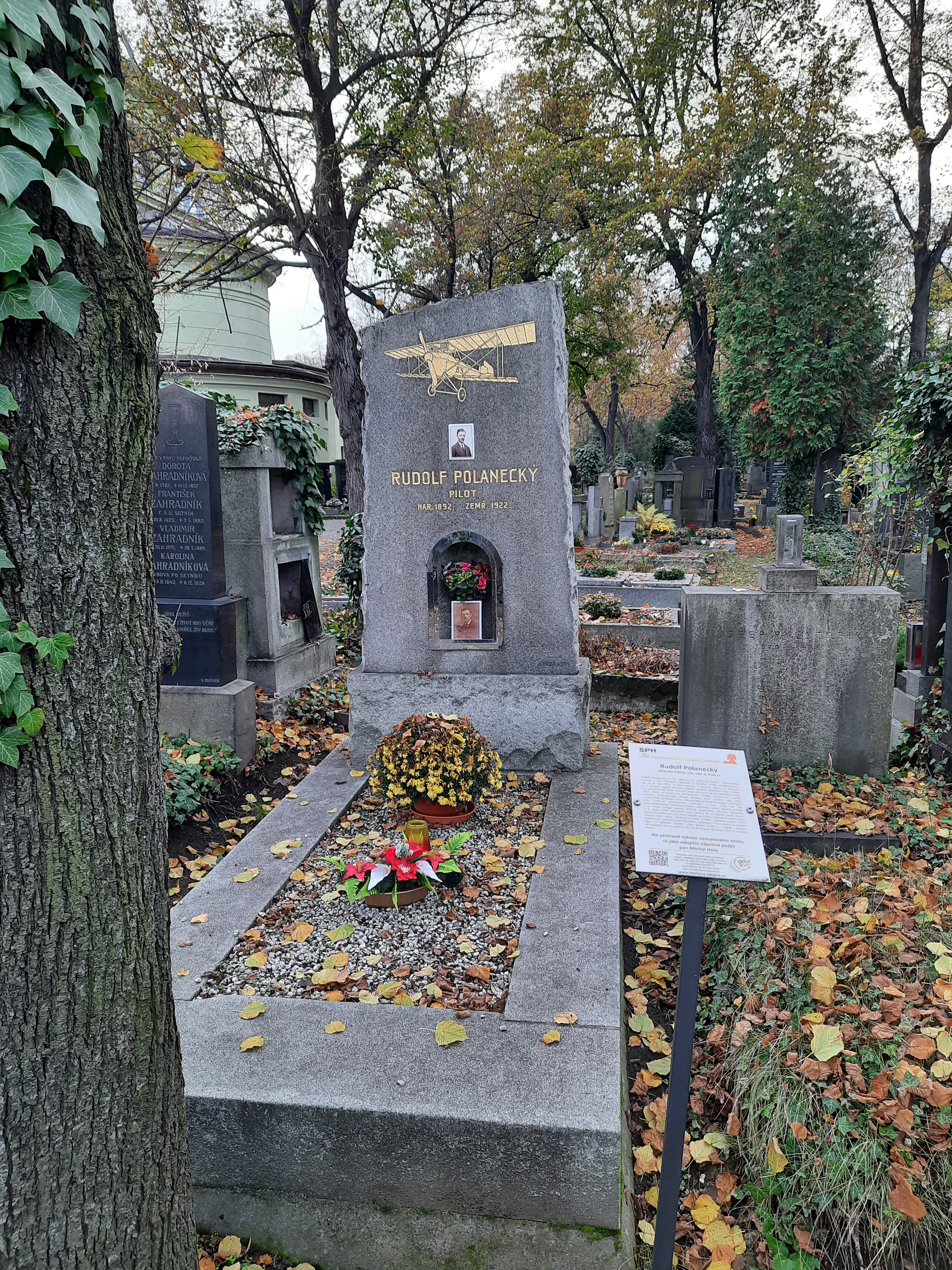
Hrob Rudolfa Polaneckého na Olšanských hřbitovech

Polanecký se poté přesunul do Prahy, nadále působil jako testovací, exhibiční či akrobatický pilot. Provedl řadu přeletů mezi městy, zúčastnil se řady leteckých soutěží, zalétával stroje letecké továrny Ardea. I. mezinárodním leteckém meetingu v Praze dosáhl Polanecký na letadle Aero ve výškové soutěži letové výšky 6 361 metrů a v soutěži zvítězil.

### Úmrtí
27. srpna 1922 se Polanecký účastnil jako pilot leteckého dne na letišti ve Kbelích. Při akrobatickém letu stíhacího stroje Phöenix D.II došlo k nehodě, následkem které se letoun zřítil k zemi. Rudolf Polanecký byl na místě mrtev. Pohřben byl do samostatného hrobu na Olšanských hřbitovech. Jeho náhrobní kámen je zdoben pozlacenou rytinou do kamene s vyobrazením stroje Bohemia B-5.
Spolek Bohemia krátce nato zanikl a jeho letouny byly rozprodány.  